# ウルフルズ
ウルフルズ（英語: Ulfuls）は、日本のロックバンド。1988年結成。1992年、東芝EMI（現・ユニバーサル ミュージック ジャパン）からシングル「やぶれかぶれ」でデビュー。公式ファンクラブ名は「ウルフルクラブ」。

## 概要
1988年、英語の歌詞を用いたネオ・サイケデリアバンド、D'fで活動していたウルフルケイスケが、大阪・中津の紅茶専門店「カンテ・グランデ」のバイト仲間であるトータス松本を何度かセッションに誘ったのち、D'fを脱退。松本らとともにウルフルズを結成。その後、ドラマーが脱退したため、客としてライブに来ていたサンコンJr.を勧誘。バンドに迎え入れた。
バンド名は、LPレコードのジャケットの帯に記載された「ソウルフル」の文字が、改行により「ウルフル」と読めたことに由来している。
1990年6月に東京での初ライヴ。1992年5月13日に東芝EMIの洋楽中心のレーベル、プラネットアースと契約。シングル「やぶれかぶれ」でデビュー。6月17日ファーストアルバム『爆発オンパレード』をリリース。売上げは3000枚程度で頭打ち、しばらく迷走状態となる。リリース後まもなくプラネットアースは解体し、ウルフルズはEMI本部（現、キャピトル・レコードレーベル）に所属になる。1993年の秋ごろ、子安次郎が正式にウルフルズのディレクターに就任。子安から1994年、伊藤銀次にプロデューサーのオファーを出す。1994年1月、東芝EMIの会議室で子安、伊藤、ウルフルズのメンバーが初顔合わせ。トータスは遅刻して行った。一通りの挨拶が終わると伊藤が「未発表の音源30曲ほどを聴かせてもらった。使えるのは2曲だね」と言った。トータスもケイスケも脳天を叩き割られたような衝撃を受けた。だって、ワンフレーズだけの曲とか、そういう断片ばっかりだったんだから笑（伊藤）それから少しずつ認知度を上げて行く。
1995年11月、専修大学学園祭で演奏。同年10月デビューのTHE HIGH-LOWSの前座をつとめる。
1995年12月、9枚目のシングル「ガッツだぜ!!」1996年2月、続く10枚目のシングル「バンザイ 〜好きでよかった〜」、1月発売、3枚目のアルバム『バンザイ (アルバム)』をリリース。アルバム『バンザイ』は100万枚を超える累計売上を記録。同年、NHK紅白歌合戦初出場。その際「『ガッツだぜ!!』の歌詞の一部が卑猥だ」として歌詞を変えるか否かが問題となり、最終的に一部分のみを変更した。同年、第34回ゴールデン・アロー賞音楽賞を受賞。
1999年、ベーシストのジョン・B・チョッパーが脱退、作家に転身。3人編成となる。
2001年、「明日があるさ」をリリース。同年、吉本興業のRe:Japanとのコラボレーションで再び紅白歌合戦に出場。
2002年『ウルフルズ10周年5時間ライブ!! 〜50曲ぐらい歌います〜』に、脱退していたジョン・B・チョッパーが出演。2003年6月1日に日比谷野外音楽堂にて行われたフリーライブにて正式に復帰、再び4人編成となった（ジョン・B脱退時、ライブやレコーディングを支えていたベーシストは、順にCHIROLYN、上野イチロー、高橋"Jr."知治の3人。2000年以降2009年まで、ライブはキーボードの伊東ミキオを加え、5人で行っている。一部イベントやライブを除く。大々的に一般募集もし、かなりの応募があったが適役がいなかったとのこと。）
2003年に発売された「ええねん」は関西では「この年の日本シリーズで日本一を逃した阪神タイガースのファンの気持ちを代弁する曲」としても受け入れられたという見方がある。もっとも、この曲が完成したのは阪神タイガースがリーグ優勝を決める2か月近く前のことである。「ええねん」は地元大阪のラジオ局FM802のOSAKAN HOT 100ではJ-POPとしては最長の9週連続1位を記録した。
2007年1月1日にワーナーミュージック・ジャパンに移籍。同時に同年発売するシングル「情熱 A GO-GO」の歌詞を発表した。
2009年7月9日、公式サイトにて同年8月29・30日開催の野外コンサート「ヤッサ!」をもって活動休止とすることを発表。翌日、六本木ヒルズアリーナにて、フリーライブがおこなわれた。
2014年2月25日、公式サイトにて活動再開のアナウンスが発表され、配信限定シングル「どうでもよすぎ」を配信開始、さらに、6年半ぶりの全国ツアーと5年ぶりの野外コンサート「ヤッサ!」の開催が決定された。この頃よりサポート・キーボードに浦清英を迎えている。11月20日、GQ MEN OF THE YEAR 2014を受賞。
2016年2月28日、「SPACE SHOWER MUSIC AWARDS」で「ロッキン50肩ブギウギックリ腰」が「BEST CHOREOGRAPHY VIDEO（もっとも優れた振り付けのミュージックビデオに授与される賞）」を受賞。
2018年2月19日、ウルフルケイスケホームページで、ケイスケがソロ活動に専念するため、ウルフルズとしての活動を休止すると発表。
2018年9月29日、JVCケンウッド・ビクターエンタテインメント（現：ビクターエンタテインメント〈二代目法人〉）のGetting Betterレーベルに移籍。10月3日に新曲「変わる 変わる時 変われば 変われ」（同年7月より朝日放送テレビ『おはよう朝日です』テーマ曲として使用）を配信リリースすることを発表。
2019年3月に「ウルフルズ ツアー2019 ～対バンさんいらっしゃい！～」、5月からは「ウルフルズ ツアー2019 センチ センチ センチメンタルフィーバー “飛翔篇”」を大盛況のうちに終了。2月「リズムをとめるな」、4月「センチメンタルフィーバー 〜あなたが好きだから〜」と怒涛の配信シングル・リリースに続き、2019年6月26日には15枚目となるオリジナル・アルバム「ウ!!!」をリリース。

## メンバー
メンバーの詳細は当該項目を参照。
- トータス松本（トータスまつもと、1966年12月28日（58歳） - ）
ボーカル・ギター・ハーモニカ。

- ジョンB（ジョンビー、1967年11月4日（57歳） - ）
ベース・コーラス。

- サンコンJr.（サンコンジュニア、1970年9月13日（54歳） - ）
ドラムス・コーラス。

### 活動休止中
- ウルフルケイスケ（1965年5月23日（59歳） - ）
ギター・コーラス。
2018年2月からウルフルズとしての活動を休止中。

## ディスコグラフィー
最高順位はオリコン・ウィークリーランキング。

### シングル
|            | リリース日                  | タイトル                                                                    | 最高順位 | 収録アルバム                                                                |
| ---------- | --------------------------- | --------------------------------------------------------------------------- | -------- | --------------------------------------------------------------------------- |
| 1st        | 1992年5月13日               | やぶれかぶれ                                                                | -        | 爆発オンパレード                                                            |
| 2nd        | 1993年5月19日               | マカマカBUNBUN                                                              | -        | -                                                                           |
| 3rd        | 1993年10月27日              | 世の中ワンダフル                                                            | -        | -                                                                           |
| 4th        | 1994年8月31日               | 借金大王                                                                    | -        | すっとばす                                                                  |
| 5th        | 1994年11月16日              | すっとばす                                                                  | -        | すっとばす                                                                  |
| 6th        | 1995年3月15日               | トコトンで行こう！                                                          | -        | バンザイ                                                                    |
| 7th        | 1995年5月21日               | 大阪ストラット・パートII                                                    | -        | バンザイ                                                                    |
| 8th        | 1995年7月19日               | SUN SUN SUN'95                                                              | 96位     | バンザイ                                                                    |
| 9th        | 1995年12月6日               | ガッツだぜ!!                                                                | 6位      | バンザイ                                                                    |
| 10th       | 1996年2月7日                | バンザイ～好きでよかった～                                                  | 13位     | バンザイ                                                                    |
| 11th       | 1996年7月3日                | ブギウギ'96                                                                 | 2位      | Let's Go                                                                    |
| 12th       | 1996年7月3日                | そら                                                                        | 9位      | Let's Go                                                                    |
| 13th       | 1996年12月11日              | コマソンNo.1                                                                | 5位      | -                                                                           |
| 14th       | 1997年2月26日               | それが答えだ！                                                              | 15位     | Let's Go                                                                    |
| 15th       | 1997年10月8日               | かわいいひと                                                                | 5位      | サンキュー・フォー・ザ・ミュージック                                        |
| 16th       | 1997年12月10日              | しあわせですか                                                              | 18位     | サンキュー・フォー・ザ・ミュージック                                        |
| 17th       | 1998年5月13日               | まかせなさい                                                                | 20位     | サンキュー・フォー・ザ・ミュージック                                        |
| 18th       | 1998年10月28日              | あそぼう                                                                    | 21位     | サンキュー・フォー・ザ・ミュージック                                        |
| 19th       | 1999年10月14日              | ヤング ソウル ダイナマイト                                                  | 29位     | トロフィー                                                                  |
| 20th       | 1999年11月26日              | 夢                                                                          | 60位     | トロフィー                                                                  |
| 21st       | 2001年2月16日               | 明日があるさ                                                                | 4位      | -                                                                           |
| 22nd       | 2001年4月28日               | ナニワゲノム～ウルフルズ・メガミックス・メドレー～                          | 41位     | -                                                                           |
| 23rd       | 2001年10月17日              | がむしゃら～熱くなれ～/事件だッ！                                           | 15位     | ウルフルズ                                                                  |
| 24th       | 2002年2月20日               | 笑えれば                                                                    | 10位     | ウルフルズ                                                                  |
| 25th       | 2003年11月6日               | ええねん                                                                    | 20位     | ええねん                                                                    |
| 26th       | 2004年11月3日               | バカサバイバー                                                              | 13位     | 9                                                                           |
| 27th       | 2005年1月13日               | 暴れだす/大丈夫                                                             | 10位     | 9                                                                           |
| 28th       | 2006年1月25日               | サムライソウル                                                              | 18位     | YOU                                                                         |
| 29th       | 2007年4月18日               | 情熱 A Go-Go                                                                | 22位     | KEEP ON, MOVE ON                                                            |
| 30th       | 2007年7月25日               | 両方 For You/泣けてくる                                                     | 15位     | KEEP ON, MOVE ON                                                            |
| 31st       | 2007年10月31日              | たしかなこと                                                                | 28位     | KEEP ON, MOVE ON                                                            |
| アナログ盤 | 2019年4月13日               | センチメンタルフィーバー 〜あなたが好きだから〜 / 愛がなくちゃ（2018 ver.） | -        | ウ!!!                                                                       |
| アナログ盤 | 2020年8月29日               | 続けるズのテーマ / 生きてく                                                 | -        | ウ!!!（「生きてく」）／楽しいお仕事愛好会（「続けるズのテーマ」）           |
| アナログ盤 | 2020年11月3日               | サンシャインじゃない? / ひとつふたつ                                        | -        | ウ!!!（「ひとつふたつ」）／楽しいお仕事愛好会（「サンシャインじゃない？」） |
| アナログ盤 | 2021年3月10日 2022年5月18日 | ガッツだぜ!! / バンザイ〜好きでよかった〜                                   | -        |                                                                             |
| アナログ盤 | 2022年11月3日               | それが答えだ! / ええねん                                                    | -        |                                                                             |

### 配信限定シングル
| リリース日     | タイトル                                       | 収録アルバム           |
| -------------- | ---------------------------------------------- | ---------------------- |
| 2014年2月25日  | どうでもよすぎ                                 | ONE MIND               |
| 2015年5月25日  | ボンツビワイワイ                               | ボンツビワイワイ       |
| 2015年12月2日  | おーい!!                                       | 人生（初回生産限定盤） |
| 2018年10月3日  | 変わる 変わる時 変われば 変われ                | ウ!!!                  |
| 2019年2月20日  | リズムをとめるな                               | ウ!!!                  |
| 2019年4月17日  | センチメンタルフィーバー～あなたが好きだから～ | ウ!!!                  |
| 2019年6月12日  | ワンツースリー天国                             | ウ!!!                  |
| 2019年10月16日 | 続けるズのテーマ                               | 楽しいお仕事愛好会     |
| 2020年5月20日  | サンシャインじゃない？                         | 楽しいお仕事愛好会     |
| 2021年4月28日  | ゾウはネズミ色                                 | 楽しいお仕事愛好会     |
| 2021年6月2日   | よんでコールミー                               | 楽しいお仕事愛好会     |
| 2022年1月5日   | タタカエブリバディ                             | ズ盤                   |

### オリジナル・アルバム
|      | リリース日                                                                 | タイトル                             | 最高順位     | 備考                                              |
| ---- | -------------------------------------------------------------------------- | ------------------------------------ | ------------ | ------------------------------------------------- |
| 1st  | 1992年6月17日（初盤・廃盤） 1994年12月14日（再発） 2012年1月25日（再々発） | 爆発オンパレード                     | 74位（再発） | 長きにわたり歌われている楽曲「いい女」初収録。    |
| 2nd  | 1994年8月31日                                                              | すっとばす                           | 61位         |                                                   |
| 3rd  | 1996年1月24日                                                              | バンザイ                             | 1位          | 初のミリオンセラー。初のチャート最高位1位を記録。 |
| 4th  | 1997年3月26日                                                              | Let's Go                             | 5位          |                                                   |
| 5th  | 1998年6月17日                                                              | サンキュー・フォー・ザ・ミュージック | 4位          |                                                   |
| 6th  | 1999年12月8日                                                              | トロフィー                           | 12位         |                                                   |
| 7th  | 2002年3月27日                                                              | ウルフルズ                           | 18位         |                                                   |
| 8th  | 2003年12月10日                                                             | ええねん                             | 14位         | 「愛がなくちゃ」クリアアサヒ クリアセブンCM起用   |
| 9th  | 2005年2月23日                                                              | 9                                    | 6位          |                                                   |
| 10th | 2006年3月8日                                                               | YOU                                  | 12位         |                                                   |
| 11th | 2007年12月12日                                                             | KEEP ON, MOVE ON                     | 9位          | ワーナーミュージック・ジャパン移籍後初アルバム    |
| 12th | 2014年5月21日                                                              | ONE MIND                             | 8位          | 活動再開後初となる6年半ぶりのアルバム             |
| 13th | 2015年9月9日                                                               | ボンツビワイワイ                     | 9位          |                                                   |
| 14th | 2017年5月24日                                                              | 人生                                 | 12位         | デビュー25周年記念アルバム                        |
| 15th | 2019年6月26日                                                              | ウ!!!                                | 16位         | ビクターエンタテイメント移籍後初アルバム          |
| 16th | 2022年11月9日                                                              | 楽しいお仕事愛好会                   | 20位         |                                                   |

### ベスト・アルバム
|     | リリース日     | タイトル                               | 最高順位 |
| --- | -------------- | -------------------------------------- | -------- |
| 1st | 1999年4月21日  | Stupid&Honest                          | 6位      |
| 2nd | 2001年4月28日  | ベストだぜ!!                           | 3位      |
| 3rd | 2007年2月21日  | ベストやねん                           | 6位      |
| -   | 2014年5月21日  | TEN BEST                               | -        |
| 4th | 2014年9月24日  | 赤盤だぜ!!                             | 78位     |
| 5th | 2022年12月21日 | 30th ANNIVERSARY 『FUNKY GROOVE BEST』 |          |

### その他のアルバム
|                                 | リリース日     | タイトル                                                                 | 最高順位 |
| ------------------------------- | -------------- | ------------------------------------------------------------------------ | -------- |
| ライブアルバム                  | 2003年3月9日   | ウルフルズ10周年5時間ライブ!! 〜50曲ぐらい歌いました〜                   | 82位     |
| 記念アルバム                    | 2006年1月25日  | バンザイ 〜10th Anniversary Edition〜                                    | 15位     |
| トリビュート                    | 2017年2月22日  | ウルフルズTribute 〜Best of Girl Friends〜                               | 41位     |
| セルフカバー                    | 2021年8月11日  | ウル盤                                                                   | 18位     |
| セルフカバー                    | 2021年12月15日 | フル盤                                                                   | 37位     |
| セルフカバー                    | 2022年3月23日  | ズ盤                                                                     | 47位     |
| レアトラックス・コンプリートBOX | 2022年12月21日 | 30th Anniversary レアトラックス・コンプリートBOX『こっちもええねん』     |          |
| ライブアルバム                  | 2024年5月13日  | OSAKA ウルフルカーニバル ウルフルズがやって来る ヤッサ！ヤッサ！ヤッサ！ |          |

### 参加アルバム
| リリース日     | タイトル                                                          | 収録曲                   |
| -------------- | ----------------------------------------------------------------- | ------------------------ |
| 2007年10月24日 | 奥田民生・カバーズ                                                | 「トロフィー〜ヘヘヘイ」 |
| 2015年12月23日 | 『映画ちびまる子ちゃん イタリアから来た少年』ミュージックアルバム | 「おーい!!」             |
| 2019年11月27日 | 井上陽水トリビュート                                              | 「女神」                 |

## タイアップ一覧
| 使用年 | 曲名                                       | タイアップ |
| ------ | ------------------------------------------ | --- |
| 1993年 | マカマカBUNBUN                             | 朝日放送系『摩訶不思議 ダウンタウンの…!?』エンディングテーマ（1993年4月 - 1993年9月）                                |
| 1993年 | 世の中ワンダフル                           | TBS『ダウンタウン也』オープニングテーマ                                                                              |
| 1993年 | 明るいふたり                               | TBS『ダウンタウン也』エンディングテーマ                                                                              |
| 1994年 | すっとばす                                 | 朝日放送・テレビ朝日系『速報!甲子園への道』挿入歌                                                                    |
| 1994年 | すっとばす                                 | 関西テレビ・フジテレビ系『さんまのまんま』オープニングテーマ                                                         |
| 1995年 | 安産ママ                                   | フジテレビ系『快楽妊婦』エンディングテーマ                                                                           |
| 1995年 | 大阪ストラット                             | 読売テレビ『大阪ほんわかテレビ』オープニングテーマ                                                                   |
| 1995年 | ガッツだぜ!!                               | フジテレビ系『新品部隊』エンディングテーマ                                                                           |
| 1996年 | 借金大王                                   | フジテレビ系ドラマ『ナニワ金融道』全シリーズ主題歌（1996年 - 2015年）                                                |
| 1996年 | バンザイ 〜好きでよかった〜                | NHK-FM『ミュージック・スクエア』1996年2月・3月度エンディングテーマ                                                   |
| 1996年 | バンザイ 〜好きでよかった〜                | 関西テレビ・フジテレビ系ドラマ『勝利の女神』主題歌                                                                   |
| 1996年 | そら                                       | 東宝配給映画『ガメラ2 レギオン襲来』主題歌                                                                           |
| 1996年 | コマソンNo.1                               | 資生堂「GERAID」CMソング                                                                                             |
| 1997年 | それが答えだ!                              | NHK総合『ポップジャム』1997年1月〜3月度オープニングテーマ                                                            |
| 1997年 | Give Me,チャンスをくれよ                   | ライフ「ライフカード」CMソング                                                                                       |
| 1997年 | 大阪ストラット                             | 関西テレビ・フジテレビ系スペシャルドラマ『お礼は見てのお帰り ナニワのべっぴん刑事』シリーズ主題歌（1997年 - 1999年） |
| 1997年 | ワンダフル・ワールド                       | フジテレビ系 水曜劇場『それが答えだ!』主題歌                                                                         |
| 1997年 | かわいいひと                               | 江崎グリコ「ポッキー坂恋物語」CMソング                                                                               |
| 1997年 | しあわせですか                             | 資生堂「GERAID デザインワックス」CMソング                                                                            |
| 1998年 | まかせなさい                               | フジテレビ系 木曜劇場『お仕事です!』主題歌                                                                           |
| 1998年 | アタマはカラッポ                           | 資生堂「GERAID デザインワックス」CMソング                                                                            |
| 1998年 | かわいいひと                               | ビデオ映画『ポッキー坂恋物語 かわいいひと』挿入歌                                                                    |
| 1998年 | バンザイ 〜好きでよかった〜                | ビデオ映画『ポッキー坂恋物語 かわいいひと』挿入歌                                                                    |
| 1998年 | 泣きたくないのに                           | ビデオ映画『ポッキー坂恋物語 かわいいひと』挿入歌                                                                    |
| 1998年 | きみだけを                                 | ビデオ映画『ポッキー坂恋物語 かわいいひと』挿入歌                                                                    |
| 1998年 | あそぼう                                   | NHK連続テレビ小説『やんちゃくれ』主題歌                                                                              |
| 1999年 | きみだけを                                 | 朝日新聞社「大学入試キャンペーン」CMソング                                                                           |
| 1999年 | ヤング ソウル ダイナマイト                 | DDIポケット ハイブリッド携帯通信「H（エッジ）」CMソング                                                              |
| 1999年 | いくつになっても                           | 朝日新聞社「17歳の、新聞」CMソング                                                                                   |
| 1999年 | 夢                                         | TOKYO FM『RADIO DI:GA』エンディングテーマ                                                                            |
| 2001年 | 明日があるさ（ジョージアで行きましょう編） | 日本コカ・コーラ「ジョージア」CMソング                                                                               |
| 2001年 | がむしゃら 〜熱くなれ〜                    | テレビ朝日系『小学生クラス対抗30人31脚全国大会2001』テーマ曲                                                         |
| 2001年 | 事件だッ!!                                 | 東映配給映画『劇場版 仮面ライダーアギト PROJECT G4』主題歌                                                           |
| 2002年 | 笑えれば                                   | よみうりテレビ・日本テレビ系ドラマ『ギンザの恋』主題歌                                                               |
| 2002年 | 笑えれば                                   | ケイ・オプティコム「eoメガファイバー」CMイメージソング                                                               |
| 2002年 | バカだから                                 | 東宝配給映画『ミスター・ルーキー』主題歌                                                                             |
| 2002年 | ツーツーウラウラ                           | 学生援護会「an」CMソング                                                                                             |
| 2002年 | 愛撫ガッチュー                             | 日活配給映画『AIKI』主題歌                                                                                           |
| 2003年 | 愛がなくちゃ                               | カルピス「カルピスギフト」CMソング                                                                                   |
| 2004年 | ええねん                                   | 北海道テレビ『ハナタレナックス』オープニングテーマ                                                                   |
| 2004年 | バンザイ 〜好きでよかった〜                | カルピス「カルピスウォーター 初恋の味篇」CMソング                                                                    |
| 2004年 | バカサバイバー                             | テレビ朝日系アニメ『ボボボーボ・ボーボボ』後期オープニングテーマ                                                     |
| 2004年 | まいどハッピー                             | 江崎グリコ「ポスカム」CMソング                                                                                       |
| 2005年 | 暴れだす                                   | au関西（KDDI）「AU SPRING SALE」CMソング                                                                             |
| 2005年 | 大丈夫                                     | ベネッセ「進研ゼミ」CMソング                                                                                         |
| 2005年 | ゼンシン・イン・ザ・ストリート             | 関西テレビ『プロ野球中継2005』テーマソング                                                                           |
| 2005年 | 歌                                         | 日本民間放送連盟「スマトラ沖地震・津波救援募金」キャンペーンソング                                                   |
| 2005年 | バカサバイバー                             | ニンテンドー ゲームキューブ専用ソフト『ボボボーボ・ボーボボ 脱出!!ハジケ・ロワイアル』テーマソング                   |
| 2005年 | かわいいひと                               | 日本テレビ系『からだ元気科』エンディングテーマ（2005年 - 2006年）                                                    |
| 2006年 | サムライソウル                             | フジテレビ系『魁!音楽番付』オープニングテーマ                                                                        |
| 2006年 | バンザイ 〜まだまだ好きでよかった〜        | au/KDDI「着うた」CMソング                                                                                            |
| 2006年 | おまえのことさ                             | 鈴鹿サーキットTVCMソング                                                                                             |
| 2006年 | ええねん                                   | NHK総合『サラリーマンNEO』エンディングテーマ（2006年 - 2011年）                                                      |
| 2007年 | 花さかフィーバー                           | J-WAVE「LIVING IN TOKYO Say"Hello!"」キャンペーンソング                                                              |
| 2007年 | 情熱 A GO-GO                               | フジテレビ系『魁!音楽番付 ～Vegas～』4月オープニングアクト                                                           |
| 2007年 | 笑えれば                                   | 武田薬品工業「アリナミン」シリーズTVCMソング                                                                         |
| 2007年 | 両方 For You                               | 朝日放送『2007 夏の高校野球』統一テーマソング                                                                        |
| 2007年 | 泣けてくる                                 | 武田薬品工業「アリナミン」シリーズTVCMソング                                                                         |
| 2007年 | ええねん                                   | ABCテレビ・テレビ朝日系『熱闘甲子園』エンディングテーマ                                                              |
| 2007年 | たしかなこと                               | ハウス食品「北海道シチュー」CMソング                                                                                 |
| 2007年 | たしかなこと                               | チバテレ『MUSIC 03』エンディングテーマ                                                                               |
| 2008年 | 胸の…                                      | ブエナビスタ配給映画『団塊ボーイズ』イメージソング                                                                   |
| 2008年 | 暴れだす                                   | 映画『ガチ☆ボーイ』挿入歌                                                                                            |
| 2008年 | あったかい                                 | ハウス食品「北海道シチュー」CMソング                                                                                 |
| 2008年 | まいどハッピー                             | 三重テレビ『キンさばっ!! -近所の裁き-』オープニングテーマ（2008年 - 2011年）                                         |
| 2008年 | あついのがすき                             | ミズノ CMソング |
| 2013年 | かわいいひと                               | アサヒ「クリアアサヒ プライムリッチ」CMソング                                                                        |
| 2014年 | どうでもよすぎ                             | 富山テレビ『bbt music selection』オープニングテーマ                                                                  |
| 2014年 | ブヤカシャー!                              | テレビ東京系アニメ『ミュータント タートルズ』日本版エンディングテーマ                                                |
| 2014年 | ヒーロー                                   | テレビ朝日系 木曜ミステリー『刑事110キロ』第2シリーズ主題歌                                                          |
| 2014年 | あーだそーだこーだ!                        | テレビ東京系 ドラマ24『アオイホノオ』オープニングテーマ                                                              |
| 2014年 | ヒーロー                                   | 2014 SUZUKI 日米野球 「未来のヒーロー」篇 企業メッセージCMソング                                                     |
| 2015年 | テクテク                                   | テレビ朝日系『モーニングバード』テーマ曲                                                                             |
| 2015年 | チャリダー                                 | NHK BS1『チャリダー★』テーマソング                                                                                   |
| 2015年 | ホンキーマン                               | フジテレビ系「めちゃ×2イケてるッ!」内『ホンキーマン!』テーマ曲                                                       |
| 2015年 | ロッキン50肩ブギウギックリ腰               | テレビ東京系ドラマ『僕らプレイボーイズ 熟年探偵社』主題歌                                                            |
| 2015年 | スポーティパーティ                         | ASICS「トレーニングウェア」キャンペーンソング                                                                        |
| 2015年 | ボンツビワイワイ                           | 映画『探検隊の栄光』主題歌                                                                                           |
| 2015年 | 泣けてくる                                 | 映画『犬に名前をつける日』主題歌                                                                                     |
| 2015年 | おーい!!                                   | 東宝配給アニメ映画『ちびまる子ちゃん イタリアから来た少年』エンディングテーマ                                        |
| 2016年 | ひと ヒト 人                               | ほっかほっか亭 第1号店創業40周年記念キャンペーンソング                                                               |
| 2017年 | なんでなん                                 | 関西テレビ『新春大売り出し!さんまのまんま』エンディングテーマ                                                        |
| 2017年 | バカヤロー                                 | 札幌テレビ『熱烈!ホットサンド!』8月・9月のエンドテーマ                                                               |
| 2018年 | ありがっちゅー                             | FM COCOLO『Got You OSAKA』テーマソング                                                                               |
| 2018年 | パワー                                     | 関西電力「MOVE the KANSAI」篇CFソング                                                                                |
| 2018年 | 変わる 変わる時 変われば 変われ            | ABCテレビ『おはよう朝日です』テーマソング                                                                            |
| 2018年 | 愛がなくちゃ                               | アサヒ「クリアアサヒ クリアセブン」CMソング                                                                          |
| 2018年 | バカサバイバー                             | 関西テレビ『千原ジュニアの座王』オープニングテーマ                                                                   |
| 2019年 | ひとつふたつ                               | ダスキン「くらしのリズムを整えよう♪」シリーズCFソング                                                                |
| 2019年 | 続けるズのテーマ                           | 日本コカ・コーラ「リアルゴールド ドラゴンブースト」TVCMソング                                                        |
| 2020年 | サンシャインじゃない?                      | ダスキン「くらしのリズムを整えよう♪」シリーズCFソング                                                                |
| 2021年 | よんでコールミー                           | ダスキン「くらしのリズムを整えよう♪」/「衛生のダスキン」シリーズCFソング                                             |
| 2021年 | ゾウはネズミ色                             | 東京テアトル配給映画『くれなずめ』主題歌                                                                             |
| 2021年 | それが答えだ!                              | 東京テアトル配給映画『くれなずめ』挿入歌                                                                             |
| 2021年 | バンザイ 〜好きでよかった〜 V              | NTTコミュニケーションズ「OCN モバイル ONE」CMソング                                                                  |
| 2021年 | タタカエブリバディ                         | ダイハツ工業「ハイゼット カーゴ & ハイゼット トラック」CMソング                                                      |
| 2022年 | あそぼう V                                 | テレビ東京系『ガンプラくん』テレビ特別編オープニングテーマ                                                           |
| 2022年 | 歌 V                                       | テレビ東京系『ガンプラくん』テレビ特別編エンディングテーマ                                                           |
| 2022年 | グッゴー!                                  | ダスキン「くらしのリズムを整えよう♪」シリーズCFソング                                                                |
| 2022年 | アイズ                                     | 眼鏡市場「アイアスリート『全力』」編 CMソング                                                                        |
| 2022年 | バカサバイバー                             | NHK総合夜ドラ『あなたのブツが、ここに』エンディングテーマ                                                            |
| 2022年 | 借金大王 V                                 | 映画『ナニワ金融道』主題歌                                                                                           |
| 2022年 | ツーベーコーベー                           | ABEMA『ABEMA Prime』11月度エンディングテーマ                                                                         |
| 2022年 | 暴れだす V                                 | ABCテレビ・テレビ朝日系『M-1グランプリ2022』コラボテーマソング                                                       |
| 2025年 | 青春                                       | 映画『映画 おっさんのパンツがなんだっていいじゃないか!』主題歌                                                       |
| 2025年 | おっさんのダンスが変だっていいじゃないか!  | 映画『映画 おっさんのパンツがなんだっていいじゃないか!』挿入歌                                                       |

## ヘビーローテーション/パワープレイ

### テレビ
| 放送年 | 曲名           | ヘビーローテーション/パワープレイ         |
| ------ | -------------- | ----------------------------------------- |
| 1995年 | 大阪ストラット | スペースシャワーTV 1995年6月度POWER PUSH! |

## 出演

### NHK紅白歌合戦出場歴
| 年度/放送回               | 回 | 曲目                          | 備考                 |
| ------------------------- | -- | ----------------------------- | -------------------- |
| 1996年（平成8年）/第47回  | 初 | ガッツだぜ!!                  | トップバッター       |
| 2001年（平成13年）/第52回 | 2  | 明日があるさ 新世紀スペシャル | Re:Japanと合同で出演 |

### ラジオ
- ウルフルズの地味ラジオ（TBSラジオ）

### CM
- アサヒビール「クリアアサヒ」
  - 『20％アップ、が好き！篇』（2014年3月1日 - ）[34]
  - 『絶対もらえる、が好き！篇』（2014年4月11日 - ）[35]
- ダスキン「衛生のダスキン」『学校』篇、『テーマパーク篇、『旅館』篇、『まもりたい』篇（2021年3月21日 - ）[36]
- ダイハツ工業「ダイハツ・ハイゼット」『新ハイゼットシリーズ2021』篇（2021年12月 - ）